# Station Råde
Station Råde is een spoorwegstation in  Råde in fylke Viken in Noorwegen. Het stationsgebouw dateert uit 1879 en is een ontwerp van Peter Andreas Blix. Råde ligt aan de westelijke tak van Østfoldbanen.
Het station wordt bediend door lijn R20 die van Oslo naar Halden loopt en vandaar verder naar Zweden.